# Johan Vonlanthen
Johan Jarlín Vonlanthen Benavídez (Santa Marta, 1986. február 1. –) kolumbiai születésű, svájci válogatott labdarúgó, posztját tekintve szélső-középpályás. Jelenleg a Servette játékosa.

## Pályafutása

### Klubcsapatokban
Pályafutását a Young Boys utánpótláscsapatában kezdte. A 2001–2002-es szezonban mindössze 16 évesen bemutatkozhatott a svájci első osztályban. 2003 nyarán a holland PSV-hez igazolt. első idényben jó teljesítményt nyújtva a bajnokok ligájába segítette a PSV-t. A jó kezdést követően a következő idényben nem tudta hozni a kezdeti jó formáját, így a 2004–2005-ös idény utolsó hat hónapjában kölcsönbe az olasz Bresciahoz került. A 2005–2006-os bajnoki idényben ismét kölcsönadták, ezúttal a NAC Bredának. 2006 nyarán Ausztriába a Red Bull Salzburg csapatához írt alá. A 2009–2010-es idényben kölcsönadták az FC Zürichnek.

#### Visszavonulása
2012. május 30-án mindössze 26 évesen bejelentette visszavonulását az aktív játéktól. Elmondása szerint a futball már nem azt jelentette számára, mint egykoron. Ennek ellenére 2013. június 13-án visszatért és egy évre a Grasshoppershez írt alá.

### Válogatottban
A svájci válogatottban 2004. június 6-án mutatkozott be egy Liechtenstein elleni felkészülési mérkőzésen.
A 2004-es Európa-bajnokságon, miután csereként pályára lépett Anglia ellen az eb-k történetének második legfiatalabb pályára lépő játékosa lett. 2004. június 21-én pedig az Európa-bajnokságok történetének legfiatalabb gólszerzője lett, miután gólt szerzett Franciaország ellen. Ezzel a tőle 3 hónappal idősebb Wayne Rooney négy nappal korábbi rekordját sikerült megdöntenie. A 2006-os világbajnokságon részt vevő válogatott keretének szintén tagja volt, de egy kézsérülés következtében lemaradt a tornáról. Részt vett hazai rendezésű 2008-as Európa-bajnokságon.
A nemzeti csapatban 2004. és 2009. között 40 alkalommal lépett pályára és 7 gólt szerzett.

## Külső hivatkozások
- Johan Vonlanthen – a National-football-teams.com honlapján
- Johan Vonlanthen adatlapja a Soccerway oldalon (angolul)